# جوزپه باتالینی
جوزپه باتالینی (به ایتالیایی: Giuseppe Battaglini) (زاده ۱۱ ژانویه ۱۸۲۶-درگذشته ۲۹ آوریل ۱۸۹۴ در ناپل) ریاضیدان اهل ایتالیا بود.

## زندگی و کارنامه
او نخست در یک مدرسه مهندسی در ناپل تحصیل کرد سپس در رصدخانه‌ای در ناپل مشغول کار شد و از همینجا به ریاضیات علاقه‌مند گشت و چندین مقاله ریاضی به چاپ رساند. به دلایل سیاسی، تا پیش از تشکیل پادشاهی ایتالیا نتوانست شعلی ثابت بیابد ولی سرانجام در سال ۱۸۶۰ استاد ریاضیات در دانشگاه ناپل شد و کمی پس از پیوستن رم به دولت ایتالیا او در رم به استادی رسید. در سال تحصیلی ۱۸۷۳/۴ به ریاست دانشگاه رم رسید. او در سال ۱۸۸۴ بازنشسته شد و به ناپل بازگشت ولی همچنان به چاپ مقاله‌های علمی ادامه می داد.
باتالیتی در اصل یک هندسه دان بود ولی در رم درس‌هایی در نظریه گروهها ارائه داد. از دانشجویان دکتری او می‌توان جیووانی فراتینی، انریکو داویدیو و آلفردو کاپلی را نام برد. باتالینی مقاله‌هایی درباره هندسه نااقلیدسی و نیز ترجمه‌هایی از آثار نیکلای لوباچفسکی و یانوش بویویی به چاپ رساند و بدینگونه به ترویج هندسه نااقلیدسی در ایتالیا کمک کرد.